# Yellow Cup 2015
Der Yellow Cup ⅩⅬⅢ (2015) in der Schweizer Stadt Winterthur war der 43. Yellow Cup.

## Modus
In dieser Austragung spielten 4 Mannschaften im Modus «Jeder gegen jeden» mit je einem Spiel um den Cup. Bei Punktgleichheit entschied die bessere Tordifferenz, danach die Zahl der geschossenen Tore.

## Resultate

### Rangliste
| Pl. | Land     | Sp. | S | U | N | Tore    | Diff. | Punkte |
| --- | -------- | --- | - | - | - | ------- | ----- | ------ |
| 1.  | Tunesien | 3   | 3 | 0 | 0 | 088:810 | +7    | 6      |
| 2.  | Schweiz  | 3   | 2 | 0 | 1 | 081:800 | +1    | 4      |
| 3.  | Slowakei | 3   | 1 | 0 | 2 | 090:880 | +2    | 2      |
| 4.  | Belarus  | 3   | 0 | 0 | 3 | 084:940 | −10   | 0      |

### Spiele
| 2. Januar 2015 18:30 Uhr | Schweiz                  | 31:29        | Slowakei               | Eulachhalle Zuschauer: 1000 Schiedsrichter: Rieber, Baumgart |
| 2. Januar 2015 18:30 Uhr | meiste Tore: Liniger (6) | (16:18)      | meiste Tore: Rábek (8) | Eulachhalle Zuschauer: 1000 Schiedsrichter: Rieber, Baumgart |
| 2. Januar 2015 18:30 Uhr | Strafen: 2× 3×           | Spielbericht | Strafen: ?× 5×         | Eulachhalle Zuschauer: 1000 Schiedsrichter: Rieber, Baumgart |

| 2. Januar 2015 21:00 Uhr | Tunesien     | 34:30 | Belarus | Eulachhalle Zuschauer: 1050 |
| 2. Januar 2015 21:00 Uhr | (14:17)      |       |         | Eulachhalle Zuschauer: 1050 |
| 2. Januar 2015 21:00 Uhr | Spielbericht |       |         | Eulachhalle Zuschauer: 1050 |

| 3. Januar 2015 18:00 Uhr | Slowakei     | 27:28 | Tunesien | Eulachhalle Zuschauer: 1000 |
| 3. Januar 2015 18:00 Uhr | (13:12)      |       |          | Eulachhalle Zuschauer: 1000 |
| 3. Januar 2015 18:00 Uhr | Spielbericht |       |          | Eulachhalle Zuschauer: 1000 |

| 3. Januar 2015 20:15 Uhr | Schweiz                | 26:25        | Belarus                  | Eulachhalle Zuschauer: 1200 Schiedsrichter: Rieber, Baumgart |
| 3. Januar 2015 20:15 Uhr | meiste Tore: Raemy (4) | (16:19)      | meiste Tore: Rutenka (8) | Eulachhalle Zuschauer: 1200 Schiedsrichter: Rieber, Baumgart |
| 3. Januar 2015 20:15 Uhr | Strafen: 3× 2×         | Spielbericht | Strafen: ?× 3×           | Eulachhalle Zuschauer: 1200 Schiedsrichter: Rieber, Baumgart |

| 4. Januar 2015 13:30 Uhr | Belarus      | 29:34 | Slowakei | Eulachhalle Zuschauer: 1000 |
| 4. Januar 2015 13:30 Uhr | (14:15)      |       |          | Eulachhalle Zuschauer: 1000 |
| 4. Januar 2015 13:30 Uhr | Spielbericht |       |          | Eulachhalle Zuschauer: 1000 |

| 4. Januar 2015 15:45 Uhr | Schweiz                          | 24:26        | Tunesien                          | Eulachhalle Zuschauer: 1350 Schiedsrichter: Rieber, Baumgart |
| 4. Januar 2015 15:45 Uhr | meiste Tore: von Deschwanden (5) | (9:15)       | meiste Tore: Boughanmi, Sanai (5) | Eulachhalle Zuschauer: 1350 Schiedsrichter: Rieber, Baumgart |
| 4. Januar 2015 15:45 Uhr | Strafen: 3× 1×                   | Spielbericht | Strafen: ?× 3×                    | Eulachhalle Zuschauer: 1350 Schiedsrichter: Rieber, Baumgart |

## Torschützenliste
Bei gleicher Anzahl von Treffern sind die Spieler alphabetisch geordnet.
| Pl. | Spieler         | Land     | Tore |
| --- | --------------- | -------- | ---- |
| 1.  | Oliver Rábek    | Slowakei | 24   |
| 2.  | Siarhei Rutenka | Belarus  | 21   |
| 3.  | Patrik Hruščák  | Slowakei | 15   |
| 3.  | Wael Jallouz    | Tunesien | 15   |
| 3.  | Barys Puchouski | Belarus  | 15   |

## Auszeichnungen
| Auszeichnung          | Spieler               | Land                             |
| --------------------- | --------------------- | -------------------------------- |
| Attraktivster Spieler | Lukas von Deschwanden | Schweiz                          |
| Bester Torhüter       | Hamza Majed           | Tunesien                         |
| Fairnesspreis         | –                     | Belarus                          |
| Pechvogelpreis        | Jonas Dähler          | Schweiz                          |
| Besondere Verdienste  | Marco Ellenberger     | Schweizerischer Handball-Verband |
| Besondere Verdienste  | Herbie Egli (Medien)  | Schweiz                          |

## U21 Junioren
| 3. Januar 2015 15:30 Uhr | Schweiz U21              | 23:24   | Polen U21 | Eulachhalle Zuschauer: 650 |
| 3. Januar 2015 15:30 Uhr | meiste Tore: Delhees (5) | (15:10) |           | Eulachhalle Zuschauer: 650 |
| 3. Januar 2015 15:30 Uhr | Spielbericht             |         |           | Eulachhalle Zuschauer: 650 |

| 4. Januar 2015 11:00 Uhr | Schweiz U21  | 31:20 | Polen U21 | Eulachhalle Zuschauer: 450 |
| 4. Januar 2015 11:00 Uhr | (14:9)       |       |           | Eulachhalle Zuschauer: 450 |
| 4. Januar 2015 11:00 Uhr | Spielbericht |       |           | Eulachhalle Zuschauer: 450 |